# 尚維昇
尚維昇（?—1789年），漢軍鑲藍旗人，為平南王尚可喜的四世孫。自官學生授鑾儀衛整儀尉，後來經過5次升遷，擔任廣西右江鎮總兵。
1788年（乾隆五十三年），隨兩廣總督孫士毅出兵，討伐安南西山軍的阮惠。十一月辛未，尚維昇與副將慶成率兵千餘人，來到壽昌江。西山軍據守江的南岸，趁霧天大破西山軍。尚維昇部在渡過市球江的時候，乘木筏奪取橋樑，奮勇直進，因此受賜孔雀翎。而他在渡富良江（今紅河）的時候，亦斬獲甚眾。西山軍守昇龍（今河內）的大司馬吳文楚非常驚恐，率軍退往三疊山，清軍進入昇龍，扶黎昭統帝復位。
1789年，阮惠趁春節時機對毫無防備的清軍發起總攻。清軍大敗，孫士毅渡富良江，逃往鎮南關（今中越邊境的友誼關）。許世亨、張朝龍、尚維昇負責斷後，陣亡於南同屯（今河內市永順縣）。諡直烈。